# デイナ・ゴンザレス
デイナ・ゴンザレス（Dana W. Gonzales、1963年11月18日 - ）は、アメリカ合衆国の撮影監督。

## 作品

### 映画
- プリズン・サバイブ Felon (2008)
- オーバードライヴ Snitch (2013)
- 11ミリオン・ジョブ Empire State (2013)
- クリミナル 2人の記憶を持つ男 Criminal (2016)
- ドクター・エクソシスト Incarnate (2016)
- ブラッド・スローン Shot Caller (2017)
- グリーンランド -地球最後の2日間- Greenland (2020)

### テレビ
- プリティ・リトル・ライアーズ Pretty Little Liars (2010-2012)
- ファーゴ Fargo (2014-2020)
- レギオン Legion (2017-2019)
- ハンナ Hanna (2019)
- ハンドメイズ・テイル/侍女の物語 The Handmaid's Tale (2022)